# Balbigny
Balbigny é uma comuna francesa na região administrativa de Auvérnia-Ródano-Alpes, no departamento de Loire. Estende-se por uma área de 16,98 km². Em 2010 a comuna tinha 2 959 habitantes (densidade: 174,3 hab./km²).